# Родново
Родново (пол. Rodnowo, нім. Reddenau) — село в Польщі, у гміні Бартошиці Бартошицького повіту Вармінсько-Мазурського воєводства.
Населення — 218 осіб (2011).

## Демографія
Демографічна структура станом на 31 березня 2011 року:
|          | Загалом | Допрацездатний вік | Працездатний вік | Постпрацездатний вік |
| -------- | ------- | ------------------ | ---------------- | -------------------- |
| Чоловіки | 103     | 10                 | 78               | 15                   |
| Жінки    | 115     | 16                 | 66               | 33                   |
| Разом    | 218     | 26                 | 144              | 48                   |